# 柳比米夫卡 (卡霍夫卡区)

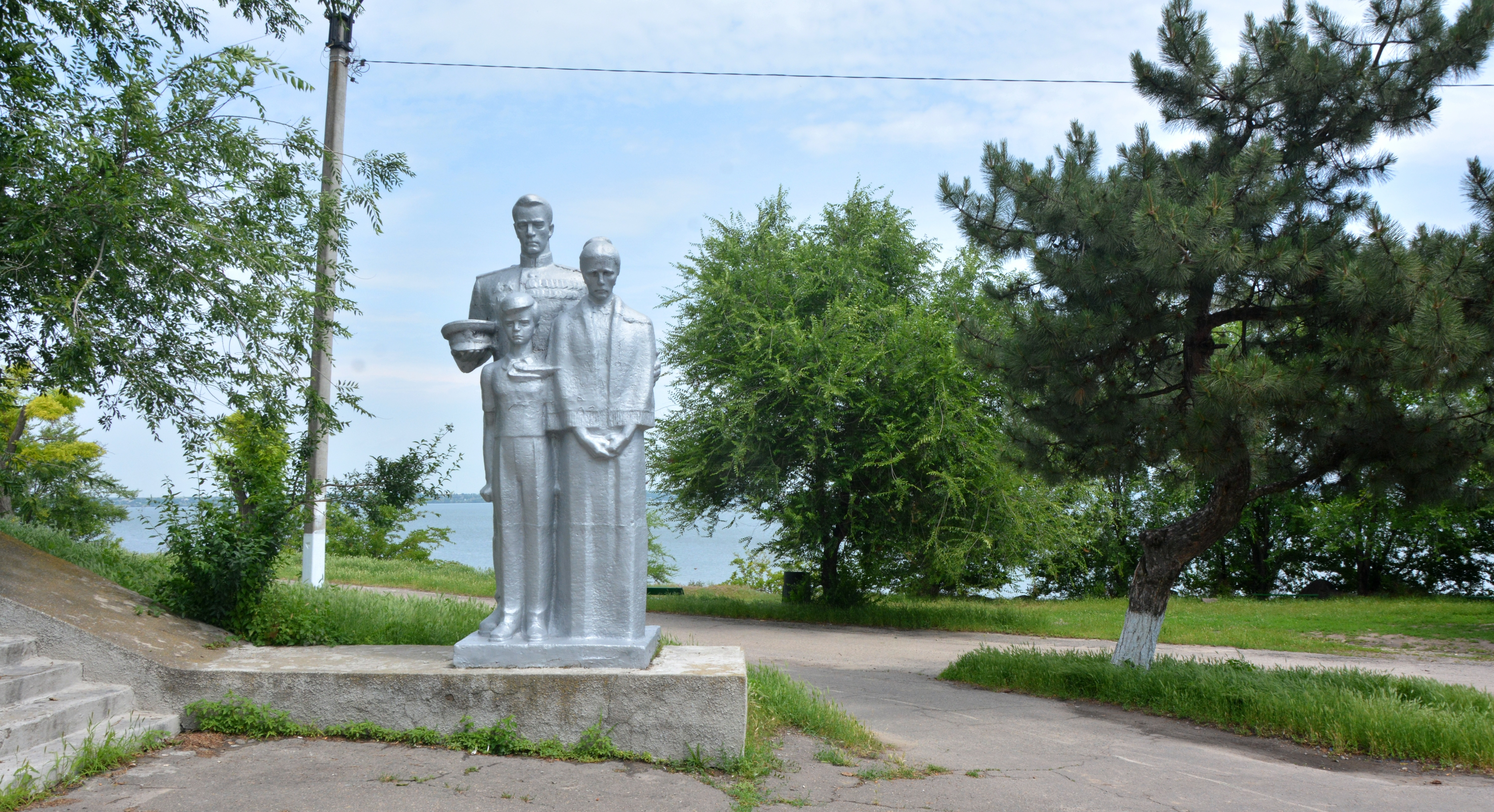
苏联无名战士墓

柳比米夫卡（羅馬化：Liubymivka）是烏克蘭南部赫爾松州卡霍夫卡區柳比米夫卡市镇内的市級鎮及其行政中心。始建於1804年，面積4.26平方公里，海拔高度58米，2011年人口5,631，人口密度每平方公里1,321.83人。